# Systolederus guangxiensis
Systolederus guangxiensis är en insektsart som beskrevs av Zheng, Z. 1998. Systolederus guangxiensis ingår i släktet Systolederus och familjen torngräshoppor. Inga underarter finns listade i Catalogue of Life.